# Unai Expósito Medina
Unai Expósito Medina (Barakaldo, 23 de gener de 1980) és un exfutbolista basc, que ocupava la posició de defensa.

## Trajectòria esportiva
Format al planter de l'Athletic Club, hi debuta amb el primer equip en dos partits de la temporada 99/00. Continua durant dos anys més al filial i la temporada 02/03 és cedit al CD Numancia, de Segona Divisió. L'estiu del 2003 fitxa pel CA Osasuna. La primera campanya al conjunt navarrès amb prou feines hi apareix mentre que a la segona hi juga 20 partits.
La temporada 05/06 retorna a l'Athletic Club, destacant a l'any següent amb 31 partits. Després de tres anys a San Mamés, marxa a l'Hèrcules CF, de la categoria d'argent, i a l'any següent recala a l'acabat d'ascendir a Segona FC Cartagena.